# 선모충속

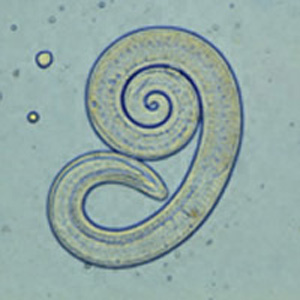

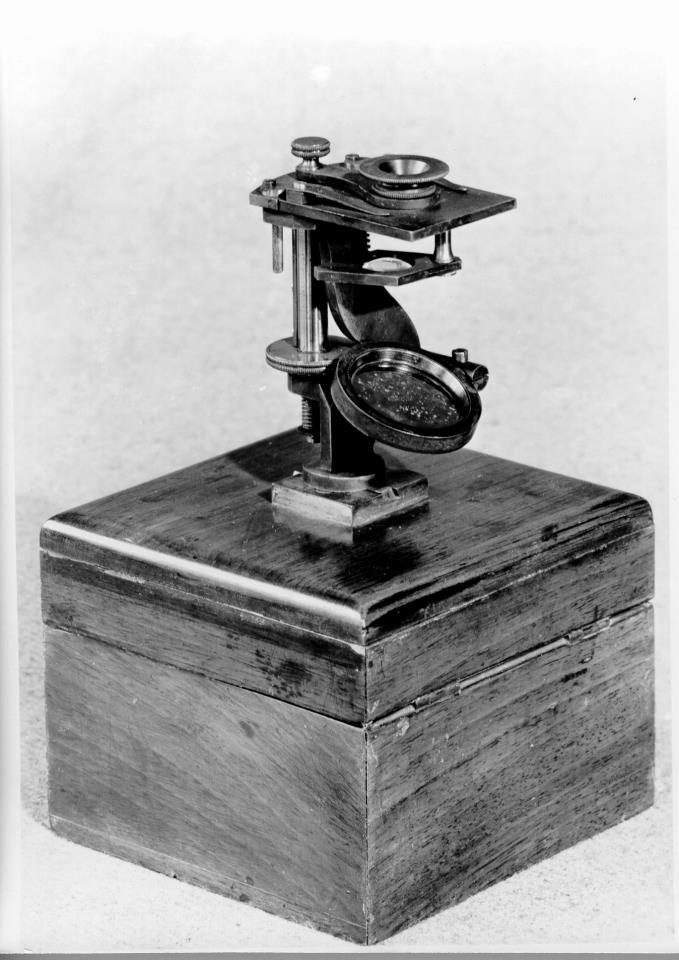
선모충속을 발견한 현미경. (1847년)

선모충속(Trichinella)은 선모충병(선모충증이라고도 함)을 일으키는 선형동물문의 기생회충 속이다.
이 속은 1835년 한 유충에서 처음 발견되었다. 이 속의 감염은 150개의 다른 자연, 실험 감염 숙주들로부터 보고되었다.
유충이 오염된 조직을 구강 섭취하는 것이 일반적인 감염 경로이지만 쥐의 경우 선청적으로나 유방 전이를 통해 발생할 수 있다.

## 분기군
이 속에는 2개의 주요 분기군이 식별된다.
- 제1군 (T. britovi, T. murrelli, T. nativa, T. nelsoni, T. spiralis): 숙주 근육 조직에 존재
- 제2군 (T. papuae, T. pseudospiralis, T. zimbabwensis): 제1군이 아닌 모든 군